# Mansfield (Ohio)
Mansfield – miasto w Stanach Zjednoczonych, w stanie Ohio. Liczba mieszkańców w 2000 roku wynosiła 49 493.
W Mansfield urodził się najmłodszy członek zespołu US5, Vincent Tomas.

## Klimat
Miasto leży w strefie klimatu kontynentalnego, z gorącym latem, należącego według klasyfikacji Köppena do strefy Dfb. Średnia temperatura roczna wynosi 9,7°C, a opady 1122,7 mm (w tym do 122,7 cm opadów śniegu). Średnia temperatura najcieplejszego miesiąca - lipca wynosi 21,9°C, podczas gdy najzimniejszego - stycznia -3,6°C. Rekordowe najwyższe i najniższe temperatury wyniosły odpowiednio 38,3°C i -30°C.

## Galeria

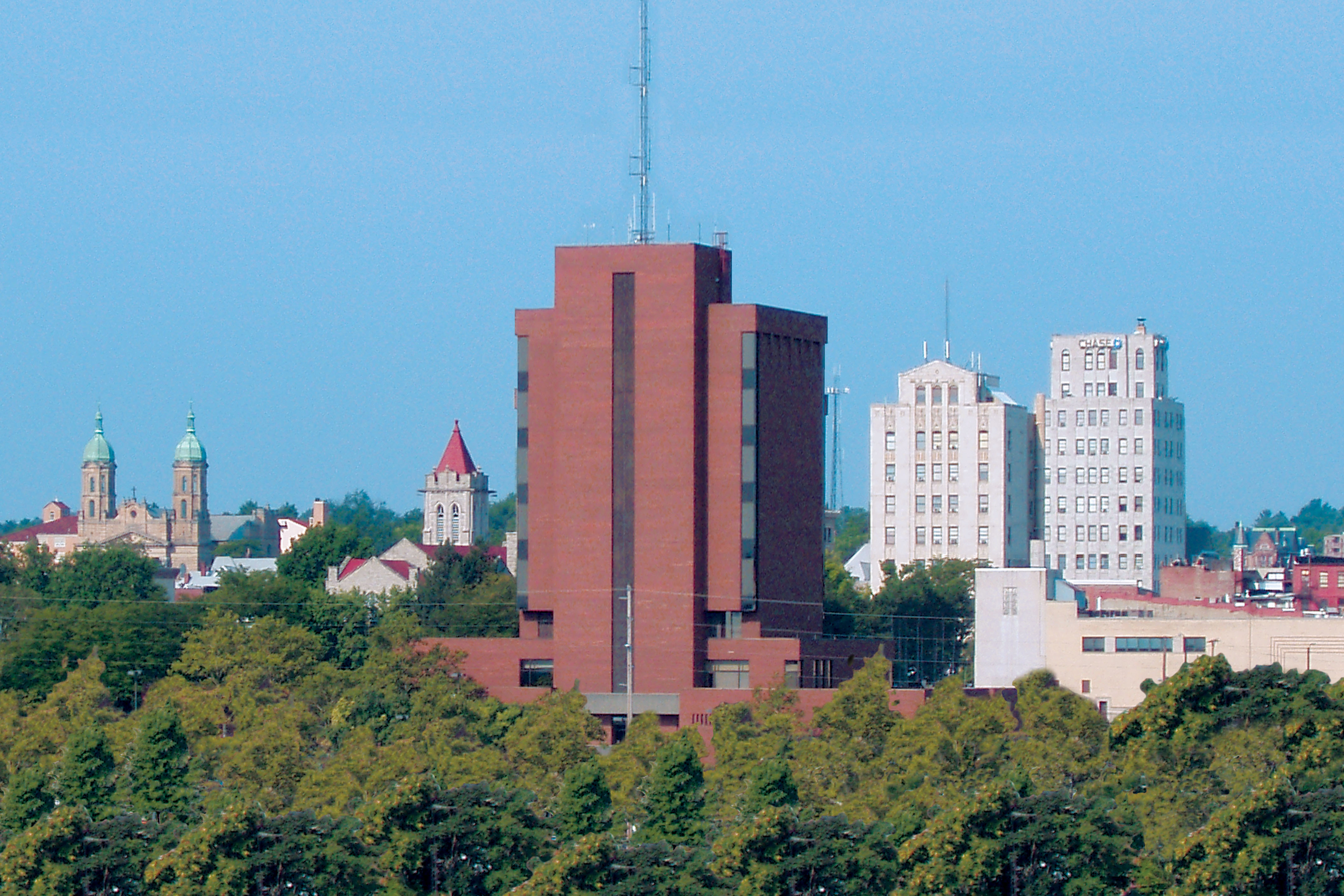
Widok na centrum Mansfield
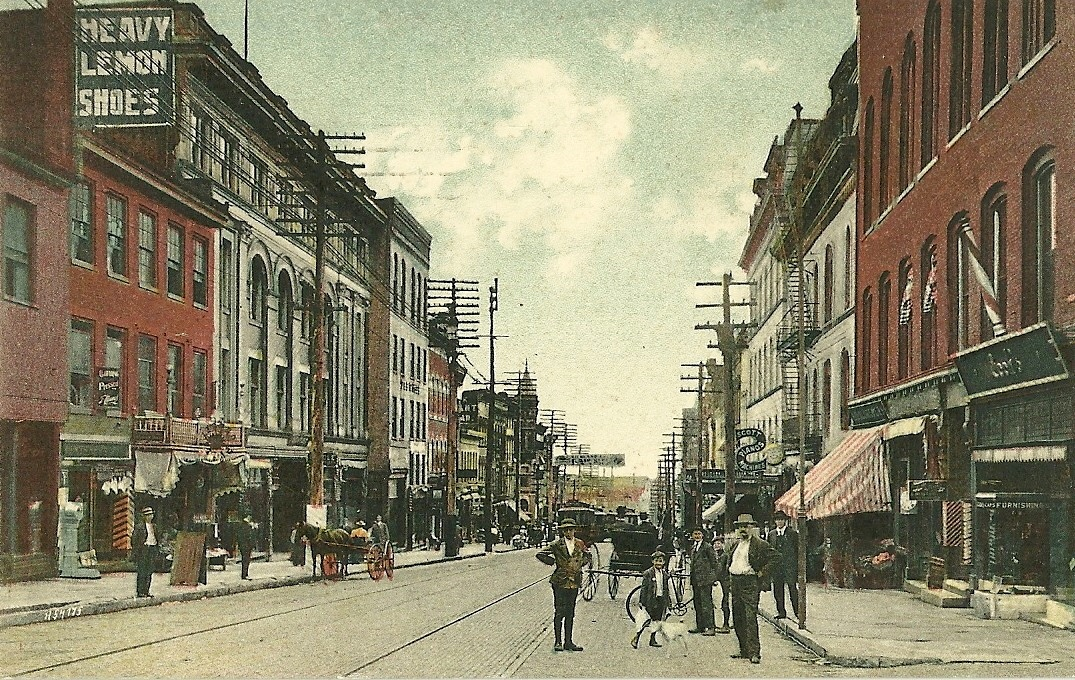
Centrum miasta w 1908 (widok na płd. wzdłuż North Main Street)
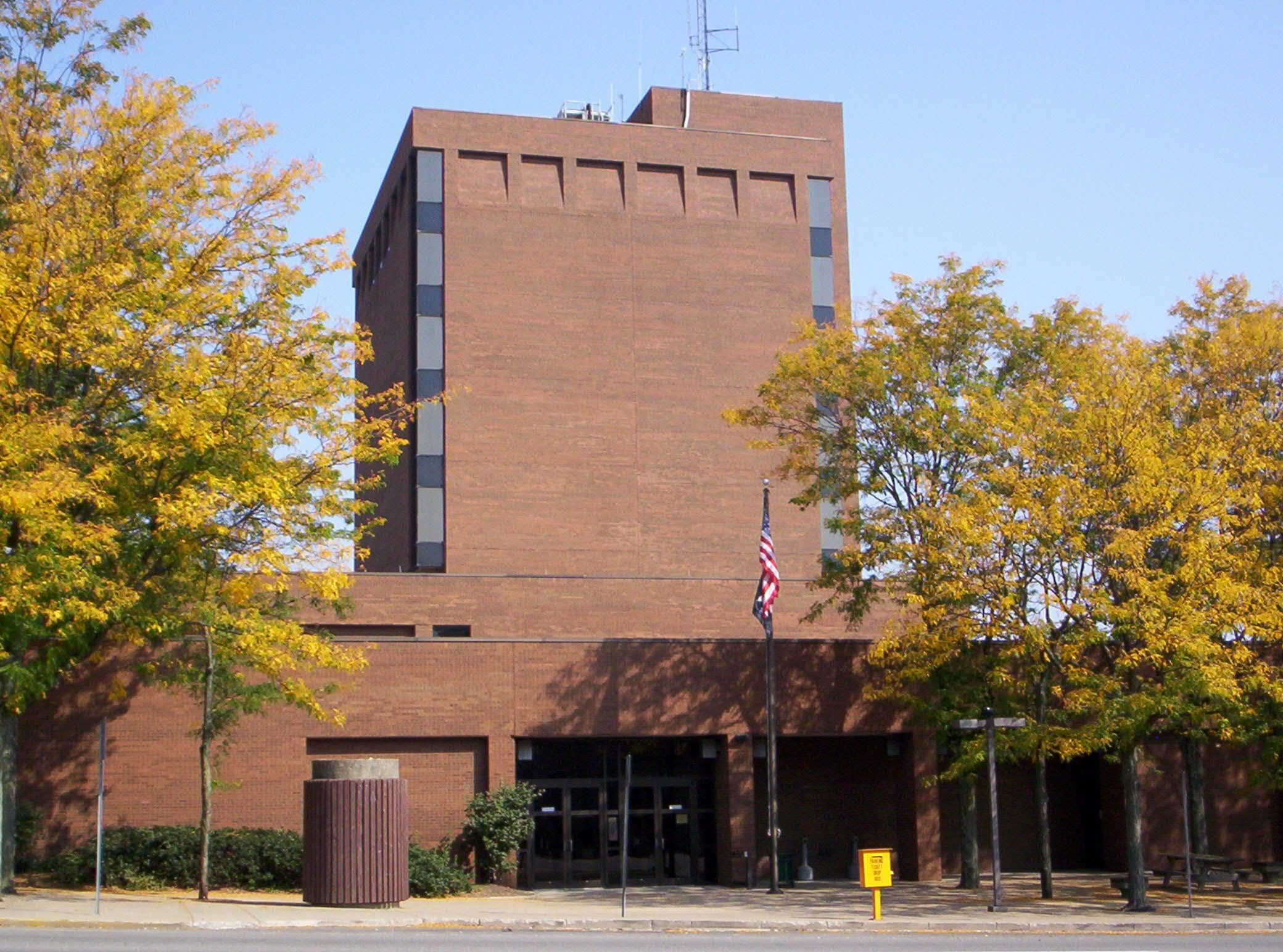
Budynek miejskiej administracji
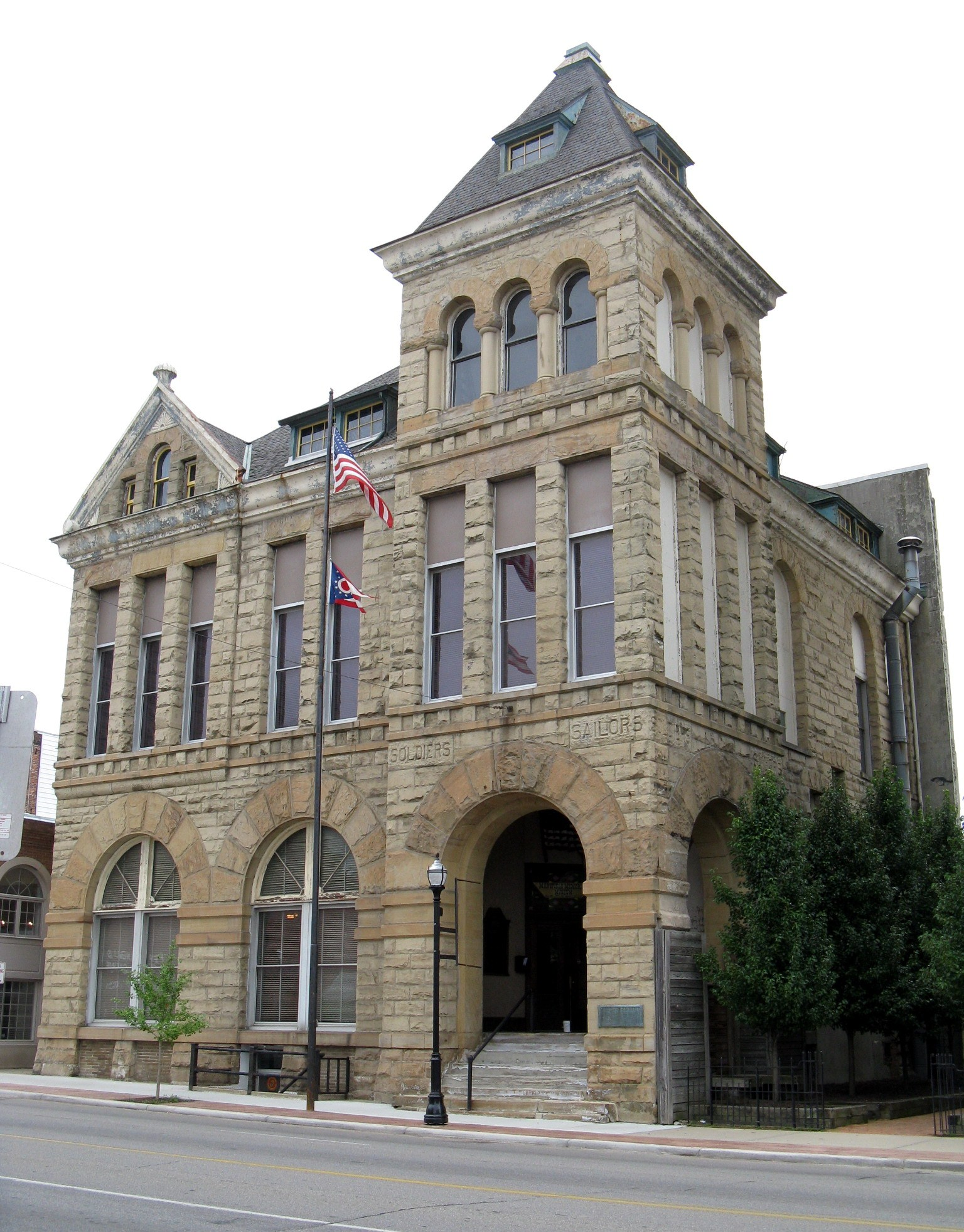
Budynek „Soldiers & Sailors Memorial” z 1889, mieszczący muzeum Mansfield Memorial
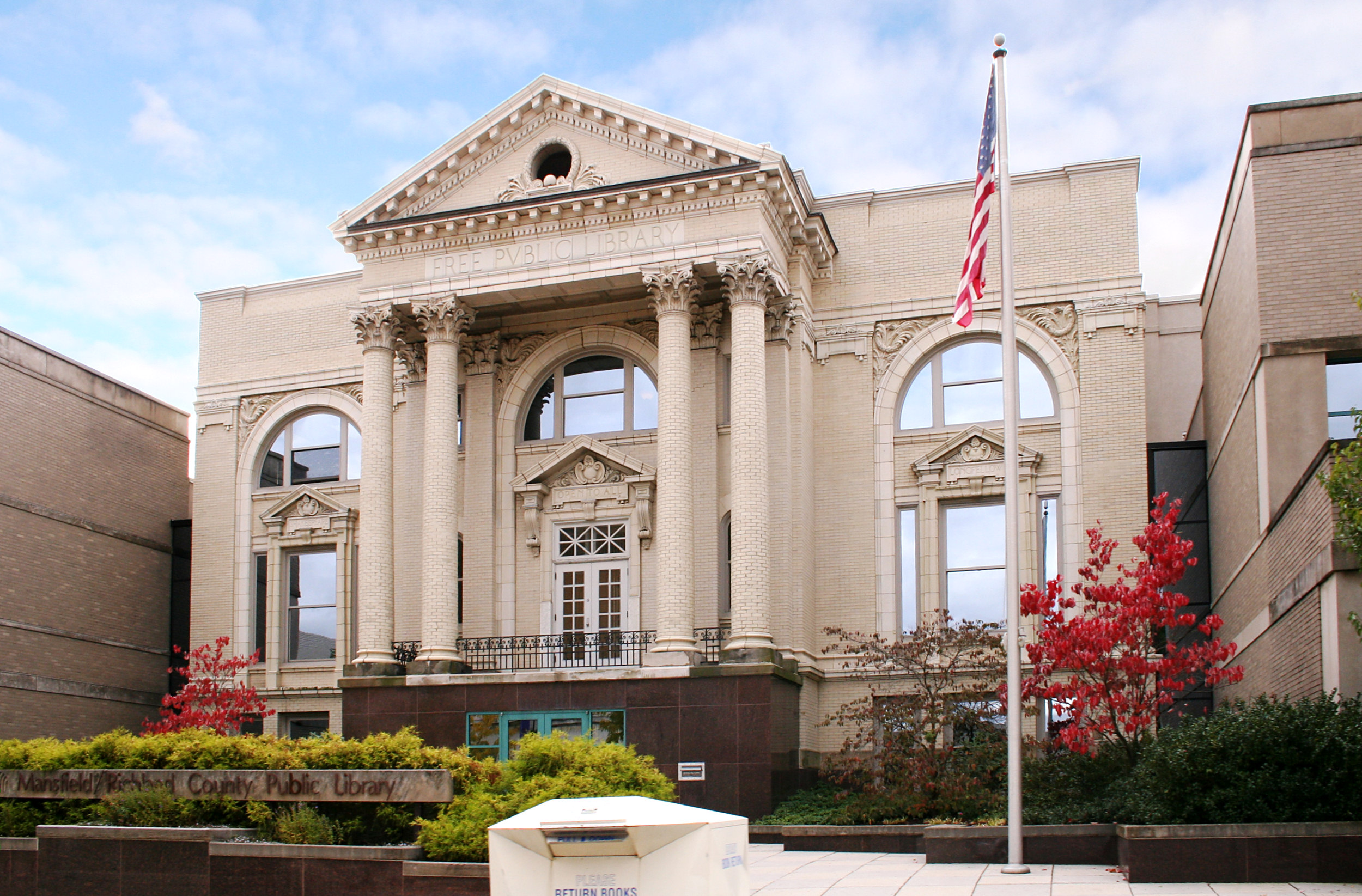
Biblioteka publiczna hrabstwa Mansfield/Richland (centrum miasta)
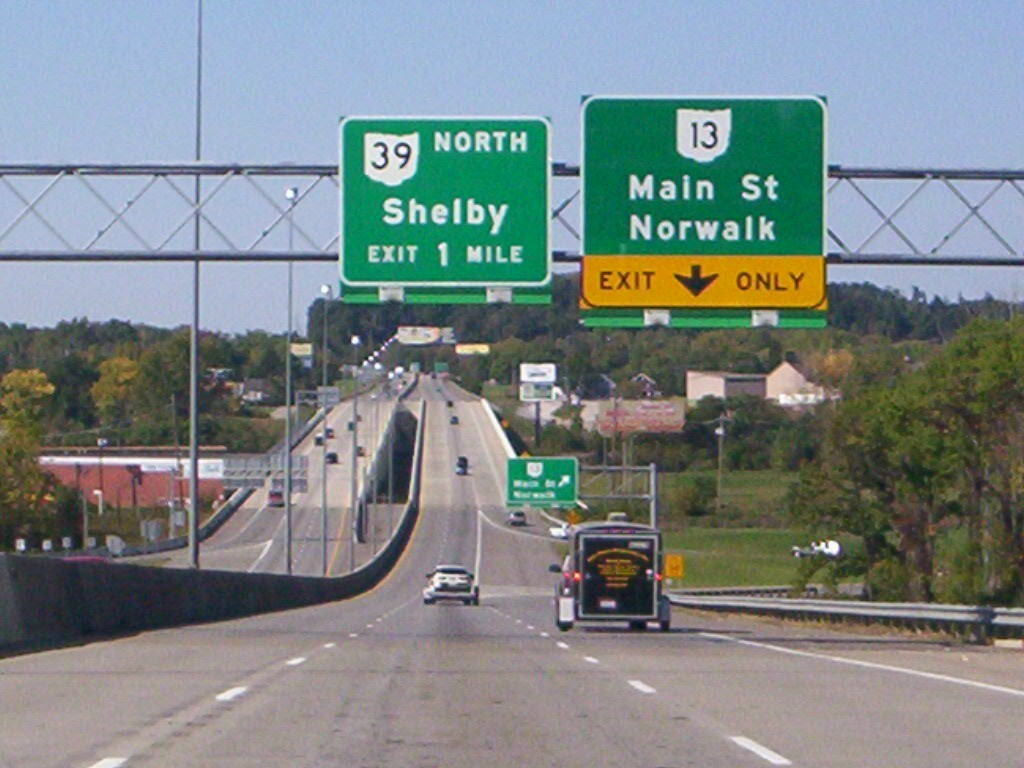
U.S. Route 30 w okolicy Mansfield